# كوبر ك. واتسون
كوبر ك. واتسون (بالإنجليزية: Cooper K. Watson)‏ هو قاضٍ ومحامٍ وسياسي أمريكي، ولد في 18 يونيو عام 1810، في مقاطعة جيفيرسون في الولايات المتحدة، وتوفي في 20 مايو عام 1880، في ساندوسكي في الولايات المتحدة. حزبياً، نشط في حزب المعارضة Opposition Party (Southern U.S.) ‏ والحزب الجمهوري. وقد انتخب عضوًا لمجلس النواب الأمريكي.